# FA Cup 1945-1946
La FA Cup 1945–46 fu la 65ª edizione del più antico torneo a eliminazione calcistico del mondo, la Football Association Challenge Cup, generalmente chiamata FA Cup, e il primo dopo la Seconda guerra mondiale. Dato il più agevole e gestibile formato ad eliminazione, fu possibile fin da questa annata ricominciare la coppa, a differenza del campionato che ancora non fu disputato. Il Derby County fu il vincitore, battendo il Charlton Athletic 4 a 1 dopo un tempo supplementare nella finale giocata allo stadio Wembley di Londra.

## Calendario
| Incontro                        | Data                                            |
| ------------------------------- | ----------------------------------------------- |
| Incontro preliminare extra      | Sabato 1º settembre 1945                        |
| Incontro preliminare            | Sabato 8 settembre 1945                         |
| Primo turno di qualificazione   | Sabato 22 settembre 1945                        |
| Secondo turno di qualificazione | Sabato 6 ottobre 1945                           |
| Terzo turno di qualificazione   | Sabato 20 ottobre 1945                          |
| Quarto turno di qualificazione  | Sabato 3 novembre 1945                          |
| Primo turno                     | Sabato 17 novembre 1945 Sabato 24 novembre 1945 |
| Secondo turno                   | Sabato 8 dicembre 1945 Sabato 15 dicembre 1945  |
| Terzo turno                     | Sabato 5 gennaio 1946 Lunedì 7 gennaio 1946     |
| Quarto turno                    | Sabato 26 gennaio 1946 Lunedì 28 gennaio 1946   |
| Quinto turno                    | Sabato 9 febbraio 1946 Lunedì 11 febbraio 1946  |
| Sesto turno                     | Sabato 2 marzo 1946 Lunedì 4 marzo 1946         |
| Semifinali                      | Sabato 23 marzo 1946                            |
| Finale                          | Sabato 27 aprile 1946                           |

## Risultati

### Primo turno
A questa fase del torneo 43 squadre di Terza Divisione Nord e Terza Divisione Sud diventarono le prime 25 squadre non professionistiche a partecipare alle qualificazione della FA Cup.
Il primo incontro fu giocato sabato 17 novembre 1945 e il ritorno si fece sabato 24 novembre 1945. Non fu necessario nessuno spareggio.
| Incontro N° | Squadra in casa                 | Risultato | Squadra in trasferta            | Pubblico                        | Note                            |
| ----------- | ------------------------------- | --------- | ------------------------------- | ------------------------------- | ------------------------------- |
| 1           | Darlington                      | 2–0       | Stockton                        |                                 |                                 |
| 1           | Stockton                        | 1–4       | Darlington                      |                                 |                                 |
| 1           | Darlington                      | 6–1       | Stockton                        | Stockton                        | Stockton                        |
| 2           | Barnet                          | 2–6       | Queens Park Rangers             |                                 |                                 |
| 2           | Queens Park Rangers             | 2–1       | Barnet                          |                                 |                                 |
| 2           | Barnet                          | 3–8       | Queens Park Rangers             | Queens Park Rangers             | Queens Park Rangers             |
| 3           | Barrow                          | 1–0       | Netherfield                     |                                 |                                 |
| 3           | Netherfield                     | 2–2       | Barrow                          |                                 |                                 |
| 3           | Barrow                          | 3–2       | Netherfield                     | Netherfield                     | Netherfield                     |
| 4           | Bath City                       | 3–2       | Cheltenham Town                 |                                 |                                 |
| 4           | Cheltenham Town                 | 0–2       | Bath City                       |                                 |                                 |
| 4           | Bath City                       | 5–2       | Cheltenham Town                 | Cheltenham Town                 | Cheltenham Town                 |
| 5           | Sutton United                   | 1–4       | Walthamstow Avenue              |                                 |                                 |
| 5           | Walthamstow Avenue              | 7–2       | Sutton United                   |                                 |                                 |
| 5           | Sutton United                   | 3–11      | Walthamstow Avenue              | Walthamstow Avenue              | Walthamstow Avenue              |
| 6           | Watford                         | 1–1       | Southend United                 |                                 |                                 |
| 6           | Southend United                 | 0–3       | Watford                         |                                 |                                 |
| 6           | Watford                         | 4–1       | Southend United                 | Southend United                 | Southend United                 |
| 7           | Marine                          | 4–0       | Stalybridge Celtic              |                                 |                                 |
| 7           | Stalybridge Celtic              | 3–3       | Marine                          |                                 |                                 |
| 7           | Marine                          | 7–3       | Stalybridge Celtic              | Stalybridge Celtic              | Stalybridge Celtic              |
| 8           | Reading                         | 3–0       | Aldershot                       |                                 |                                 |
| 8           | Aldershot                       | 7–3       | Reading                         |                                 |                                 |
| 8           | Reading                         | 6–7       | Aldershot                       | Aldershot                       | Aldershot                       |
| 9           | Wisbech Town                    | 0–3       | Ipswich Town                    | 4.356                           |                                 |
| 9           | Ipswich Town                    | 5–0       | Wisbech Town                    | 9.598                           |                                 |
| 9           | Wisbech Town                    | 0–8       | Ipswich Town                    | Ipswich Town                    | Ipswich Town                    |
| 10          | Notts County                    | 2–2       | Bradford City                   |                                 |                                 |
| 10          | Bradford City                   | 1–2       | Notts County                    |                                 |                                 |
| 10          | Notts County                    | 4–3       | Bradford City                   | Bradford City                   | Bradford City                   |
| 11          | Crewe Alexandra                 | 4–2       | Wrexham                         |                                 |                                 |
| 11          | Wrexham                         | 3–0       | Crewe Alexandra                 |                                 |                                 |
| 11          | Crewe Alexandra                 | 4–5       | Wrexham                         | Wrexham                         | Wrexham                         |
| 12          | Swindon Town                    | 1–0       | Bristol Rovers                  |                                 |                                 |
| 12          | Bristol Rovers                  | 4–1       | Swindon Town                    |                                 |                                 |
| 12          | Swindon Town                    | 2–4       | Bristol Rovers                  | Bristol Rovers                  | Bristol Rovers                  |
| 13          | Shrewsbury Town                 | 5–0       | Walsall                         |                                 |                                 |
| 13          | Walsall                         | 4–1       | Shrewsbury Town                 |                                 |                                 |
| 13          | Shrewsbury Town                 | 6–4       | Walsall                         | Walsall                         | Walsall                         |
| 14          | Doncaster Rovers                | 0–1       | Rotherham United                |                                 |                                 |
| 14          | Rotherham United                | 2–1       | Doncaster Rovers                |                                 |                                 |
| 14          | Doncaster Rovers                | 1–3       | Rotherham United                | Rotherham United                | Rotherham United                |
| 15          | Stockport County                | 1–2       | Rochdale                        |                                 |                                 |
| 15          | Rochdale                        | 1–1       | Stockport County                |                                 |                                 |
| 15          | Stockport County                | 2–3       | Rochdale                        | Rochdale                        | Rochdale                        |
| 16          | Chorley                         | 2–1       | Accrington Stanley              |                                 |                                 |
| 16          | Accrington Stanley              | 2–0       | Chorley                         |                                 |                                 |
| 16          | Chorley                         | 2–3       | Accrington Stanley              | Accrington Stanley              | Accrington Stanley              |
| 17          | Trowbridge Town                 | 1–3       | Exeter City                     |                                 |                                 |
| 17          | Exeter City                     | 7–2       | Trowbridge Town                 |                                 |                                 |
| 17          | Trowbridge Town                 | 3–10      | Exeter City                     | Exeter City                     | Exeter City                     |
| 18          | Northampton Town                | 5–1       | Chelmsford City                 |                                 |                                 |
| 18          | Chelmsford City                 | 0–5       | Northampton Town                |                                 |                                 |
| 18          | Northampton Town                | 10–1      | Chelmsford City                 | Chelmsford City                 | Chelmsford City                 |
| 19          | Bromley                         | 6–1       | Slough United                   |                                 |                                 |
| 19          | Slough United                   | 1–0       | Bromley                         |                                 |                                 |
| 19          | Bromley                         | 6–2       | Slough United                   | Slough United                   | Slough United                   |
| 20          | South Liverpool                 | 1–1       | Tranmere Rovers                 |                                 |                                 |
| 20          | Tranmere Rovers                 | 6–1       | South Liverpool                 |                                 |                                 |
| 20          | South Liverpool                 | 2–7       | Tranmere Rovers                 | Tranmere Rovers                 | Tranmere Rovers                 |
| 21          | Brighton & Hove Albion          | 3–1       | Romford                         |                                 |                                 |
| 21          | Romford                         | 1–1       | Brighton & Hove Albion          |                                 |                                 |
| 21          | Brighton & Hove Albion          | 4–2       | Romford                         | Romford                         | Romford                         |
| 22          | Carlisle United                 | 5–1       | North Shields                   |                                 |                                 |
| 22          | North Shields                   | 2–3       | Carlisle United                 |                                 |                                 |
| 22          | Carlisle United                 | 8–3       | North Shields                   | North Shields                   | North Shields                   |
| 23          | Mansfield Town                  | 3–0       | Gainsborough Trinity            |                                 |                                 |
| 23          | Gainsborough Trinity            | 4–2       | Mansfield Town                  |                                 |                                 |
| 23          | Mansfield Town                  | 5–4       | Gainsborough Trinity            | Gainsborough Trinity            | Gainsborough Trinity            |
| 24          | Willington                      | 0–5       | Bishop Auckland                 |                                 |                                 |
| 24          | Bishop Auckland                 | 0–2       | Willington                      |                                 |                                 |
| 24          | Willington                      | 2–5       | Bishop Auckland                 | Bishop Auckland                 | Bishop Auckland                 |
| 25          | Port Vale                       | 4–0       | Wellington Town                 |                                 |                                 |
| 25          | Gainsborough Trinity            | 0–2       | Wellington Town                 |                                 |                                 |
| 25          | Port Vale                       | 6–0       | Wellington Town                 | Wellington Town                 | Wellington Town                 |
| 26          | Halifax Town                    | 1–0       | York City                       |                                 |                                 |
| 26          | York City                       | 4–2       | Halifax Town                    |                                 |                                 |
| 26          | Halifax Town                    | 3–4       | York City                       | York City                       | York City                       |
| 27          | Southport                       | 1–2       | Oldham Athletic                 |                                 |                                 |
| 27          | Oldham Athletic                 | 3–1       | Southport                       |                                 |                                 |
| 27          | Southport                       | 2–5       | Oldham Athletic                 | Oldham Athletic                 | Oldham Athletic                 |
| 28          | Yeovil Town                     | 2–2       | Bristol City                    |                                 |                                 |
| 28          | Bristol City                    | 3–0       | Yeovil Town                     |                                 |                                 |
| 28          | Yeovil Town                     | 2–5       | Bristol City                    | Bristol City                    | Bristol City                    |
| 29          | Torquay United                  | 0–1       | Newport County                  |                                 |                                 |
| 29          | Newport County                  | 1–1       | Torquay United                  |                                 |                                 |
| 29          | Torquay United                  | 1–2       | Newport County                  | Newport County                  | Newport County                  |
| 30          | Lovells Athletic                | 4–1       | Bournemouth & Boscombe Athletic |                                 |                                 |
| 30          | Bournemouth & Boscombe Athletic | 3–2       | Lovells Athletic                |                                 |                                 |
| 30          | Lovells Athletic                | 6–4       | Bournemouth & Boscombe Athletic | Bournemouth & Boscombe Athletic | Bournemouth & Boscombe Athletic |
| 31          | Yorkshire Amateur               | 1–0       | Lincoln City                    |                                 |                                 |
| 31          | Lincoln City                    | 5–1       | Yorkshire Amateur               |                                 |                                 |
| 31          | Yorkshire Amateur               | 2–5       | Lincoln City                    | Lincoln City                    | Lincoln City                    |
| 32          | Kettering Town                  | 1–5       | Grantham                        |                                 |                                 |
| 32          | Grantham                        | 2–2       | Kettering Town                  |                                 |                                 |
| 32          | Kettering Town                  | 3–7       | Grantham                        | Grantham                        | Grantham                        |
| 33          | Gateshead                       | 6–2       | Hartlepools United              |                                 |                                 |
| 33          | Hartlepools United              | 1–2       | Gateshead                       |                                 |                                 |
| 33          | Gateshead                       | 8–3       | Hartlepools United              | Hartlepools United              | Hartlepools United              |
| 34          | Leyton Orient                   | 2–1       | Newport (IoW)                   |                                 |                                 |
| 34          | Newport (IoW)                   | 2–0       | Leyton Orient                   |                                 |                                 |
| 34          | Leyton Orient                   | 2–3       | Newport (IoW)                   | Newport (IoW)                   | Newport (IoW)                   |

### Secondo turno
Il primo incontro fu giocato sabato 8 dicembre 1945 e il ritorno si fece sabato 15 dicembre 1945. Non fu necessario nessuno spareggio.
| Incontro N° | Squadra in casa        | Risultato | Squadra in trasferta   | Pubblico               | Note                   |
| ----------- | ---------------------- | --------- | ---------------------- | ---------------------- | ---------------------- |
| 1           | Barrow                 | 4–2       | Carlisle United        |                        |                        |
| 1           | Carlisle United        | 3–4       | Barrow                 |                        |                        |
| 1           | Barrow                 | 8–5       | Carlisle United        | Carlisle United        | Carlisle United        |
| 2           | Bristol City           | 4–2       | Bristol Rovers         |                        |                        |
| 2           | Bristol Rovers         | 0–2       | Bristol City           |                        |                        |
| 2           | Bristol City           | 6–2       | Bristol Rovers         | Bristol Rovers         | Bristol Rovers         |
| 3           | Grantham               | 1–2       | Mansfield Town         |                        |                        |
| 3           | Mansfield Town         | 2–1       | Grantham               |                        |                        |
| 3           | Grantham               | 2–4       | Mansfield Town         | Mansfield Town         | Mansfield Town         |
| 4           | Shrewsbury Town        | 0–1       | Wrexham                |                        |                        |
| 4           | Wrexham                | 1–1       | Shrewsbury Town        |                        |                        |
| 4           | Shrewsbury Town        | 1–2       | Wrexham                | Wrexham                | Wrexham                |
| 5           | Bishop Auckland        | 1–2       | York City              |                        |                        |
| 5           | York City              | 3–0       | Bishop Auckland        |                        |                        |
| 5           | Bishop Auckland        | 1–5       | York City              | York City              | York City              |
| 6           | Tranmere Rovers        | 3–1       | Rochdale               |                        |                        |
| 6           | Rochdale               | 3–0       | Tranmere Rovers        |                        |                        |
| 6           | Tranmere Rovers        | 3–4       | Rochdale               | Rochdale               | Rochdale               |
| 7           | Queens Park Rangers    | 4–0       | Ipswich Town           |                        |                        |
| 7           | Ipswich Town           | 0–2       | Queens Park Rangers    | 10.571                 |                        |
| 7           | Queens Park Rangers    | 6–0       | Ipswich Town           | Ipswich Town           | Ipswich Town           |
| 8           | Northampton Town       | 3–1       | Notts County           |                        |                        |
| 8           | Notts County           | 3–2       | Northampton Town       |                        |                        |
| 8           | Northampton Town       | 5–4       | Notts County           | Notts County           | Notts County           |
| 9           | Bromley                | 1–3       | Watford                |                        |                        |
| 9           | Watford                | 1–1       | Bromley                |                        |                        |
| 9           | Bromley                | 2–4       | Watford                | Watford                | Watford                |
| 10          | Oldham Athletic        | 2–1       | Accrington Stanley     |                        |                        |
| 10          | Accrington Stanley     | 3–1       | Oldham Athletic        |                        |                        |
| 10          | Oldham Athletic        | 3–4       | Accrington Stanley     | Accrington Stanley     | Accrington Stanley     |
| 11          | Port Vale              | 3–1       | Marine                 |                        |                        |
| 11          | Marine                 | 1–1       | Port Vale              |                        |                        |
| 11          | Port Vale              | 4–2       | Marine                 | Marine                 | Marine                 |
| 12          | Newport County         | 5–1       | Exeter City            |                        |                        |
| 12          | Exeter City            | 1–3       | Newport County         |                        |                        |
| 12          | Newport County         | 8–2       | Exeter City            | Exeter City            | Exeter City            |
| 13          | Lovells Athletic       | 2–1       | Bath City              |                        |                        |
| 13          | Bath City              | 2–5       | Lovells Athletic       |                        |                        |
| 13          | Lovells Athletic       | 7–3       | Bath City              | Bath City              | Bath City              |
| 14          | Walthamstow Avenue     | 1–1       | Brighton & Hove Albion |                        |                        |
| 14          | Brighton & Hove Albion | 4–2       | Walthamstow Avenue     |                        |                        |
| 14          | Walthamstow Avenue     | 3–5       | Brighton & Hove Albion | Brighton & Hove Albion | Brighton & Hove Albion |
| 15          | Rotherham United       | 2–1       | Lincoln City           |                        |                        |
| 15          | Lincoln City           | 1–1       | Rotherham United       |                        |                        |
| 15          | Rotherham United       | 3–2       | Lincoln City           | Lincoln City           | Lincoln City           |
| 16          | Aldershot              | 7–0       | Newport (IoW)          |                        |                        |
| 16          | Newport (IoW)          | 0–5       | Aldershot              |                        |                        |
| 16          | Aldershot              | 12–0      | Newport (IoW)          | Newport (IoW)          | Newport (IoW)          |
| 17          | Gateshead              | 1–2       | Darlington             |                        |                        |
| 17          | Darlington             | 2–4       | Gateshead              |                        |                        |
| 17          | Gateshead              | 5–4       | Darlington             | Darlington             | Darlington             |

### Terzo turno
In questa fase della coppa entrarono anche i club di prima e seconda divisione.
Il primo incontro fu giocato sabato 5 gennaio 1946 e i ritorni iniziarono lunedì 7 gennaio 1946. Furono necessari due spareggi entrambi giocati mercoledì 16 gennaio 1946.
| Incontro N° | Squadra in casa         | Risultato | Squadra in trasferta    | Pubblico                | Note                    |                         |
| ----------- | ----------------------- | --------- | ----------------------- | ----------------------- | ----------------------- | ----------------------- |
| 1           | Chester                 | 0–2       | Liverpool               |                         |                         |                         |
| 1           | Liverpool               | 2–1       | Chester                 |                         |                         |                         |
| 1           | Chester                 | 1–4       | Liverpool               | Liverpool               | Liverpool               | Liverpool               |
| 2           | Chesterfield            | 1–1       | York City               |                         |                         |                         |
| 2           | York City               | 3–2       | Chesterfield            |                         |                         |                         |
| 2           | Chesterfield            | 3–4       | York City               | York City               | York City               | York City               |
| 3           | Bristol City            | 5–1       | Swansea Town            |                         |                         |                         |
| 3           | Swansea Town            | 2–2       | Bristol City            |                         |                         |                         |
| 3           | Bristol City            | 7–3       | Swansea Town            | Swansea Town            | Swansea Town            | Swansea Town            |
| 4           | Bury                    | 3–3       | Rochdale                |                         |                         |                         |
| 4           | Rochdale                | 2–4       | Bury                    |                         |                         |                         |
| 4           | Bury                    | 7–5       | Rochdale                | Rochdale                | Rochdale                | Rochdale                |
| 5           | Preston North End       | 2–1       | Everton                 |                         |                         |                         |
| 5           | Everton                 | 2–2       | Preston North End       |                         |                         |                         |
| 5           | Preston North End       | 4–3       | Everton                 | Everton                 | Everton                 | Everton                 |
| 6           | Southampton             | 4–3       | Newport County          |                         |                         |                         |
| 6           | Newport County          | 1–2       | Southampton             |                         |                         |                         |
| 6           | Southampton             | 6–4       | Newport County          | Newport County          | Newport County          | Newport County          |
| 7           | Nottingham Forest       | 1–1       | Watford                 |                         |                         |                         |
| 7           | Watford                 | 1–1       | Nottingham Forest       |                         |                         |                         |
| 7           | Nottingham Forest       | 2–2       | Watford                 | Watford                 | Watford                 | Watford                 |
| Replay      | Nottingham Forest       | 0–1       | Watford                 |                         | [ 1 ]                   |                         |
| 8           | Bolton Wanderers        | 1–0       | Blackburn Rovers        |                         |                         |                         |
| 8           | Blackburn Rovers        | 1–3       | Bolton Wanderers        |                         |                         |                         |
| 8           | Bolton Wanderers        | 4–1       | Blackburn Rovers        | Blackburn Rovers        | Blackburn Rovers        | Blackburn Rovers        |
| 9           | Grimsby Town            | 1–3       | Sunderland              |                         |                         |                         |
| 9           | Sunderland              | 2–1       | Grimsby Town            |                         |                         |                         |
| 9           | Grimsby Town            | 2–5       | Sunderland              | Sunderland              | Sunderland              | Sunderland              |
| 10          | Luton Town              | 0–6       | Derby County            | 16.792                  |                         |                         |
| 10          | Derby County            | 3–0       | Luton Town              |                         |                         |                         |
| 10          | Luton Town              | 0–9       | Derby County            | Derby County            | Derby County            | Derby County            |
| 11          | Wrexham                 | 1–4       | Blackpool               |                         |                         |                         |
| 11          | Blackpool               | 4–1       | Wrexham                 |                         |                         |                         |
| 11          | Wrexham                 | 2–8       | Blackpool               | Blackpool               | Blackpool               | Blackpool               |
| 12          | Newcastle Utd           | 4–2       | Barnsley                |                         |                         |                         |
| 12          | Barnsley                | 3–0       | Newcastle Utd           |                         |                         |                         |
| 12          | Newcastle Utd           | 4–5       | Barnsley                | Barnsley                | Barnsley                | Barnsley                |
| 13          | Tottenham               | 2–2       | Brentford               |                         |                         |                         |
| 13          | Brentford               | 2–0       | Tottenham               |                         |                         |                         |
| 13          | Tottenham               | 2–4       | Brentford               | Brentford               | Brentford               | Brentford               |
| 14          | Manchester City         | 6–2       | Barrow                  |                         |                         |                         |
| 14          | Barrow                  | 2–2       | Manchester City         |                         |                         |                         |
| 14          | Manchester City         | 8–4       | Barrow                  | Barrow                  | Barrow                  | Barrow                  |
| 15          | Queens Park Rangers     | 0–0       | Crystal Palace          |                         |                         |                         |
| 15          | Crystal Palace          | 0–0       | Queens Park Rangers     |                         |                         |                         |
| 15          | Queens Park Rangers     | 0–0       | Crystal Palace          | Crystal Palace          | Crystal Palace          | Crystal Palace          |
| Replay      | Queens Park Rangers     | 1–0       | Crystal Palace          |                         | [ 2 ]                   |                         |
| 16          | Accrington Stanley      | 2–2       | Manchester Utd          |                         |                         |                         |
| 16          | Manchester Utd          | 5–1       | Accrington Stanley      |                         |                         |                         |
| 16          | Accrington Stanley      | 3–7       | Manchester Utd          | Manchester Utd          | Manchester Utd          | Manchester Utd          |
| 17          | Northampton Town        | 2–2       | Millwall                |                         |                         |                         |
| 17          | Millwall                | 3–0       | Northampton Town        |                         |                         |                         |
| 17          | Northampton Town        | 2–5       | Millwall                | Millwall                | Millwall                | Millwall                |
| 18          | Coventry City           | 2–1       | Aston Villa             |                         |                         |                         |
| 18          | Aston Villa             | 2–0       | Coventry City           |                         |                         |                         |
| 18          | Coventry City           | 2–3       | Aston Villa             | Aston Villa             | Aston Villa             | Aston Villa             |
| 19          | West Ham United         | 6–0       | Arsenal                 |                         |                         |                         |
| 19          | Arsenal                 | 1–0       | West Ham United         |                         |                         |                         |
| 19          | West Ham United         | 6–1       | Arsenal                 | Arsenal                 | Arsenal                 | Arsenal                 |
| 20          | Norwich City            | 1–2       | Brighton & Hove Albion  |                         |                         |                         |
| 20          | Brighton & Hove Albion  | 4–1       | Norwich City            |                         |                         |                         |
| 20          | Norwich City            | 2–6       | Brighton & Hove Albion  | Brighton & Hove Albion  | Brighton & Hove Albion  | Brighton & Hove Albion  |
| 21          | Chelsea                 | 1–1       | Leicester City          |                         |                         |                         |
| 21          | Leicester City          | 0–2       | Chelsea                 |                         |                         |                         |
| 21          | Chelsea                 | 3–1       | Leicester City          | Leicester City          | Leicester City          | Leicester City          |
| 22          | Bradford Park Avenue    | 2–1       | Port Vale               |                         |                         |                         |
| 22          | Port Vale               | 1–1       | Bradford Park Avenue    |                         |                         |                         |
| 22          | Bradford Park Avenue    | 3–2       | Port Vale               | Port Vale               | Port Vale               | Port Vale               |
| 23          | Huddersfield Town       | 1–1       | Sheffield United        |                         |                         |                         |
| 23          | Sheffield United        | 2–0       | Huddersfield Town       |                         |                         |                         |
| 23          | Huddersfield Town       | 1–3       | Sheffield United        | Sheffield United        | Sheffield United        | Sheffield United        |
| 24          | Mansfield Town          | 0–0       | Sheffield Wednesday     |                         |                         |                         |
| 24          | Sheffield Wednesday     | 5–0       | Mansfield Town          |                         |                         |                         |
| 24          | Mansfield Town          | 0–5       | Sheffield Wednesday     | Sheffield Wednesday     | Sheffield Wednesday     | Sheffield Wednesday     |
| 25          | Cardiff City            | 1–1       | West Bromwich Albion    |                         |                         |                         |
| 25          | West Bromwich Albion    | 4–0       | Cardiff City            |                         |                         |                         |
| 25          | Cardiff City            | 1–5       | West Bromwich Albion    | West Bromwich Albion    | West Bromwich Albion    | West Bromwich Albion    |
| 26          | Charlton Athletic       | 3–1       | Fulham                  |                         |                         |                         |
| 26          | Fulham                  | 2–1       | Charlton Athletic       |                         |                         |                         |
| 26          | Charlton Athletic       | 4–3       | Fulham                  | Fulham                  | Fulham                  | Fulham                  |
| 27          | Leeds Utd               | 4–4       | Middlesbrough           |                         |                         |                         |
| 27          | Middlesbrough           | 7–2       | Leeds Utd               |                         |                         |                         |
| 27          | Leeds Utd               | 6–11      | Middlesbrough           | Middlesbrough           | Middlesbrough           | Middlesbrough           |
| 28          | Lovells Athletic        | 2–4       | Wolverhampton Wanderers |                         |                         |                         |
| 28          | Wolverhampton Wanderers | 8–1       | Lovells Athletic        |                         |                         |                         |
| 28          | Lovells Athletic        | 3–12      | Wolverhampton Wanderers | Wolverhampton Wanderers | Wolverhampton Wanderers | Wolverhampton Wanderers |
| 29          | Stoke City              | 3–1       | Burnley                 |                         |                         |                         |
| 29          | Burnley                 | 2–1       | Stoke City              |                         |                         |                         |
| 29          | Stoke City              | 4–3       | Burnley                 | Burnley                 | Burnley                 | Burnley                 |
| 30          | Rotherham United        | 2–2       | Gateshead               |                         |                         |                         |
| 30          | Gateshead               | 0–2       | Rotherham United        |                         |                         |                         |
| 30          | Rotherham United        | 4–2       | Gateshead               | Gateshead               | Gateshead               | Gateshead               |
| 31          | Aldershot               | 2–0       | Plymouth Argyle         |                         |                         |                         |
| 31          | Plymouth Argyle         | 0–1       | Aldershot               |                         |                         |                         |
| 31          | Aldershot               | 3–0       | Plymouth Argyle         | Plymouth Argyle         | Plymouth Argyle         | Plymouth Argyle         |
| 32          | Birmingham City         | 1–0       | Portsmouth              |                         |                         |                         |
| 32          | Portsmouth              | 0–0       | Birmingham City         |                         |                         |                         |
| 32          | Birmingham City         | 1–0       | Portsmouth              | Portsmouth              | Portsmouth              | Portsmouth              |

### Quarto turno
Il primo incontro fu giocato sabato 26 gennaio 1946 e i ritorni iniziarono lunedì 28 gennaio 1946. Fu necessario uno spareggio, giocato il 4 febbraio 1946.
| Incontro N° | Squadra in casa         | Risultato | Squadra in trasferta    | Pubblico                | Note                    |                         |
| ----------- | ----------------------- | --------- | ----------------------- | ----------------------- | ----------------------- | ----------------------- |
| 1           | Blackpool               | 3–2       | Middlesbrough           |                         |                         |                         |
| 1           | Middlesbrough           | 3–2       | Blackpool               |                         |                         |                         |
| 1           | Blackpool               | 5–5       | Middlesbrough           | Middlesbrough           | Middlesbrough           | Middlesbrough           |
| Replay      | Blackpool               | 0–1       | Middlesbrough           |                         | [ 3 ]                   |                         |
| 2           | Bristol City            | 2–1       | Brentford               |                         |                         |                         |
| 2           | Brentford               | 5–0       | Bristol City            |                         |                         |                         |
| 2           | Bristol City            | 2–6       | Brentford               | Brentford               | Brentford               | Brentford               |
| 3           | Southampton             | 0–1       | Queens Park Rangers     |                         |                         |                         |
| 3           | Queens Park Rangers     | 4–3       | Southampton             |                         |                         |                         |
| 3           | Southampton             | 4–5       | Queens Park Rangers     | Queens Park Rangers     | Queens Park Rangers     | Queens Park Rangers     |
| 4           | Sheffield Wednesday     | 5–1       | York City               |                         |                         |                         |
| 4           | York City               | 1–6       | Sheffield Wednesday     |                         |                         |                         |
| 4           | Sheffield Wednesday     | 11–2      | York City               | York City               | York City               | York City               |
| 5           | Bolton Wanderers        | 5–0       | Liverpool               |                         |                         |                         |
| 5           | Liverpool               | 2–0       | Bolton Wanderers        |                         |                         |                         |
| 5           | Bolton Wanderers        | 5–2       | Liverpool               | Liverpool               | Liverpool               | Liverpool               |
| 6           | Sunderland              | 3–1       | Bury                    |                         |                         |                         |
| 6           | Bury                    | 5–4       | Sunderland              |                         |                         |                         |
| 6           | Sunderland              | 7–6       | Bury                    | Bury                    | Bury                    | Bury                    |
| 7           | Derby County            | 1–0       | West Bromwich Albion    | 31.795                  |                         |                         |
| 7           | West Bromwich Albion    | 1–3       | Derby County            | 37.734                  |                         |                         |
| 7           | Derby County            | 4–1       | West Bromwich Albion    | West Bromwich Albion    | West Bromwich Albion    | West Bromwich Albion    |
| 8           | Barnsley                | 3–0       | Rotherham United        |                         |                         |                         |
| 8           | Rotherham United        | 2–1       | Barnsley                |                         |                         |                         |
| 8           | Barnsley                | 4–2       | Rotherham United        | Rotherham United        | Rotherham United        | Rotherham United        |
| 9           | Brighton & Hove Albion  | 3–0       | Aldershot               |                         |                         |                         |
| 9           | Aldershot               | 1–4       | Brighton & Hove Albion  |                         |                         |                         |
| 9           | Brighton & Hove Albion  | 7–1       | Aldershot               | Aldershot               | Aldershot               | Aldershot               |
| 10          | Manchester Utd          | 1–0       | Preston North End       |                         |                         |                         |
| 10          | Preston North End       | 3–1       | Manchester Utd          |                         |                         |                         |
| 10          | Manchester Utd          | 2–3       | Preston North End       | Preston North End       | Preston North End       | Preston North End       |
| 11          | Millwall                | 2–4       | Aston Villa             |                         |                         |                         |
| 11          | Aston Villa             | 9–1       | Millwall                |                         |                         |                         |
| 11          | Millwall                | 3–13      | Aston Villa             | Aston Villa             | Aston Villa             | Aston Villa             |
| 12          | Chelsea                 | 2–0       | West Ham United         |                         |                         |                         |
| 12          | West Ham United         | 1–0       | Chelsea                 |                         |                         |                         |
| 12          | Chelsea                 | 2–1       | West Ham United         | West Ham United         | West Ham United         | West Ham United         |
| 13          | Bradford Park Avenue    | 1–3       | Manchester City         |                         |                         |                         |
| 13          | Manchester City         | 2–8       | Bradford Park Avenue    |                         |                         |                         |
| 13          | Bradford Park Avenue    | 9–5       | Manchester City         | Manchester City         | Manchester City         | Manchester City         |
| 14          | Charlton Athletic       | 5–2       | Wolverhampton Wanderers |                         |                         |                         |
| 14          | Wolverhampton Wanderers | 1–1       | Charlton Athletic       |                         |                         |                         |
| 14          | Charlton Athletic       | 6–3       | Wolverhampton Wanderers | Wolverhampton Wanderers | Wolverhampton Wanderers | Wolverhampton Wanderers |
| 15          | Stoke City              | 2–0       | Sheffield United        |                         |                         |                         |
| 15          | Sheffield United        | 3–2       | Stoke City              |                         |                         |                         |
| 15          | Stoke City              | 4–3       | Sheffield United        | Sheffield United        | Sheffield United        | Sheffield United        |
| 16          | Birmingham City         | 5–0       | Watford                 |                         |                         |                         |
| 16          | Watford                 | 1–1       | Birmingham City         |                         |                         |                         |
| 16          | Birmingham City         | 6–1       | Watford                 | Watford                 | Watford                 | Watford                 |

### Quinto turno
Il primo incontro fu giocato sabato 9 febbraio 1946 e i ritorni iniziarono lunedì 11 febbraio 1946.
| Incontro N° | Squadra in casa        | Risultato | Squadra in trasferta   | Pubblico             | Note                 |                      |
| ----------- | ---------------------- | --------- | ---------------------- | -------------------- | -------------------- | -------------------- |
| 1           | Preston North End      | 1–1       | Charlton Athletic      |                      |                      |                      |
| 1           | Charlton Athletic      | 6–0       | Preston North End      |                      |                      |                      |
| 1           | Preston North End      | 1–6       | Charlton Athletic      | Charlton Athletic    | Charlton Athletic    | Charlton Athletic    |
| 2           | Bolton Wanderers       | 1–0       | Middlesbrough          |                      |                      |                      |
| 2           | Middlesbrough          | 1–1       | Bolton Wanderers       |                      |                      |                      |
| 2           | Bolton Wanderers       | 2–1       | Middlesbrough          | Middlesbrough        | Middlesbrough        | Middlesbrough        |
| 3           | Sunderland             | 1–0       | Birmingham City        |                      |                      |                      |
| 3           | Birmingham City        | 3–1       | Sunderland             |                      |                      |                      |
| 3           | Sunderland             | 2–3       | Birmingham City        | Birmingham City      | Birmingham City      | Birmingham City      |
| 4           | Queens Park Rangers    | 1–3       | Brentford              |                      |                      |                      |
| 4           | Brentford              | 0–0       | Queens Park Rangers    |                      |                      |                      |
| 4           | Queens Park Rangers    | 1–3       | Brentford              | Brentford            | Brentford            | Brentford            |
| 5           | Barnsley               | 0–1       | Bradford Park Avenue   |                      |                      |                      |
| 5           | Bradford Park Avenue   | 1–1       | Barnsley               |                      |                      |                      |
| 5           | Barnsley               | 1–2       | Bradford Park Avenue   | Bradford Park Avenue | Bradford Park Avenue | Bradford Park Avenue |
| 6           | Brighton & Hove Albion | 1–4       | Derby County           | 22.000               |                      |                      |
| 6           | Derby County           | 6–0       | Brighton & Hove Albion | 32.000               |                      |                      |
| 6           | Brighton & Hove Albion | 1–10      | Derby County           | Derby County         | Derby County         | Derby County         |
| 7           | Chelsea                | 0–1       | Aston Villa            |                      |                      |                      |
| 7           | Aston Villa            | 1–0       | Chelsea                |                      |                      |                      |
| 7           | Chelsea                | 0–2       | Aston Villa            | Aston Villa          | Aston Villa          | Aston Villa          |
| 8           | Stoke City             | 2–0       | Sheffield Wednesday    |                      |                      |                      |
| 8           | Sheffield Wednesday    | 0–0       | Stoke City             |                      |                      |                      |
| 8           | Stoke City             | 2–0       | Sheffield Wednesday    | Sheffield Wednesday  | Sheffield Wednesday  | Sheffield Wednesday  |

## Turni finali

### Sesto turno
| Birmingham 2 marzo 1946                                                                                   | Aston Villa | 3 – 4                                 | Derby County | Villa Park |
| \| \| \| \| \| Edwards 6’ Iverson 28’ Broome 66’ \| Marcatori \| 23’ 85’ Doherty 62’ Carter 88’ Crooks \| |             |                                       |              |            |
| |             |                                       |              |            |
| Edwards 6’ Iverson 28’ Broome 66’                                                                         | Marcatori   | 23’ 85’ Doherty 62’ Carter 88’ Crooks |              |            |

| Derby 6 marzo 1946                              | Derby County | 1 – 1  | Aston Villa | Baseball Ground |
| \| \| \| \| \| Broome \| Marcatori \| Carter \| |              |        |             |                 |
|                                                 |              |        |             |                 |
| Broome                                          | Marcatori    | Carter |             |                 |

| Bradford 2 marzo 1946                           | Bradford Park Avenue | 2 – 2         | Birmingham City | Park Avenue |
| \| \| \| \| \| \| Marcatori \| Dougall Jones \| |                      |               |                 |             |
|                                                 |                      |               |                 |             |
|                                                 | Marcatori            | Dougall Jones |                 |             |

| Birmingham 9 marzo 1946                         | Birmingham City | 6 – 0         | Bradford Park Avenue | St Andrew's Stadium |
| \| \| \| \| \| \| Marcatori \| Dougall Jones \| |                 |               |                      |                     |
|                                                 |                 |               |                      |                     |
|                                                 | Marcatori       | Dougall Jones |                      |                     |

| Londra 2 marzo 1946 | Charlton Athletic | 6 – 3 | Brentford | The Valley |

| Londra 6 marzo 1946 | Brentford | 1 – 3 | Charlton Athletic | Griffin Park |

| Stoke-on-Trent 2 marzo 1946 | Stoke City | 0 – 2 | Bolton Wanderers | Victoria Ground |

| Bolton 6 marzo 1946 | Bolton Wanderers | 0 – 0 | Stoke City | Burnden Park |

### Semifinali
| Sheffield 23 marzo 1946                                  | Derby County | 1 – 1        | Birmingham City | Hillsborough Stadium |
| \| \| \| \| \| Carter 4’ \| Marcatori \| 59’ Mulraney \| |              |              |                 |                      |
|                                                          |              |              |                 |                      |
| Carter 4’                                                | Marcatori    | 59’ Mulraney |                 |                      |

| Birmingham 23 marzo 1946 | Charlton Athletic | 2 – 0 | Bolton Wanderers | Villa Park |

#### Spareggio
| Manchester 27 marzo 1946                         | Birmingham City | 0 – 4          | Derby County | Maine Road |
| \| \| \| \| \| \| Marcatori \| Doherty Stamps \| |                 |                |              |            |
|                                                  |                 |                |              |            |
|                                                  | Marcatori       | Doherty Stamps |              |            |

### Finale
La finale si giocò sabato 27 aprile 1946 al Wembley è finì 4–1 per il Derby County dopo un tempo supplementare. Bert Turner aprì le marcature con un autogoal all'85', al quale riparò egli stesso un minuto dopo siglando l'1-1. Un gol di Peter Doherty e due di Jack Stamps completarono la vittoria del Derby County.
| Londra 27 aprile 1946, ore 15:00 (GMT 0)                                                   | Derby County | 4 – 1 (d.t.s.) | Charlton Athletic | Wembley |
| \| \| \| \| \| Turner 85’ (aut.) Doherty 92’ Stamps 97’ 106’ \| Marcatori \| 86’ Turner \| |              |                |                   |         |
|                                                                                            |              |                |                   |         |
| Turner 85’ (aut.) Doherty 92’ Stamps 97’ 106’                                              | Marcatori    | 86’ Turner     |                   |         |